# Hopea canarensis
Hopea canarensis là một loài thực vật thuộc chi Sao, họ Dầu. Người ta thường thấy loài này mọc tự nhiên ở Ấn Độ